# Hansjörg Fink
Hansjörg Fink (* 1969 in Aalen) ist ein deutscher Posaunist und Komponist.

## Leben und Wirken
Hansjörg Fink erhielt seine musikalische Ausbildung bei Paul Schreckenberger (klassische Posaune), Bobby Burgess (Jazzposaune) und Klaus Wagenleiter (Arrangement und Komposition). Er studierte am Conservatorium van Amsterdam Jazz und Populärmusik bei den Brüdern Bart van Lier und Erik van Lier sowie klassische Posaune bei Ben van Dijk.
Fink war Posaunist im Heeresmusikkorps 9 in Stuttgart-Bad Cannstatt und Mitglied im Bundesjazzorchester unter Peter Herbolzheimer. Aktuell wirkt er vor allem als Soloposaunist des europäischen Glenn Miller Orchestra unter der Leitung von Wil Salden, mit dem er regelmäßig durch ganz Kontinentaleuropa tourt.
Gemeinsam mit dem Organisten Elmar Lehnen komponiert Fink Stücke für Orgel und Posaune. Gemeinsam mit dem Jazzpianisten Gero Körner bildet er das Fink Körner Duo. Er ist auch auf Alben von Jochen Feucht, des Dutch Jazz Orchestra, Jazz Orchestra of the Concertgebouw und der Tobias Kremer Big Band zu hören.
Von 2011 bis 2015 lehrte Fink an der Hochschule für Musik Franz Liszt in Weimar im Fach Jazzposaune, Ensembleleitung und war auch Leiter des Jazzorchesters der Hochschule. Als Dozent für Big Band und Posaune folgt er regelmäßig europaweit Einladungen zu Jazz-Workshops und entwickelt angepasste Unterrichtskonzepte sowohl für Amateur- als auch für Profimusiker.

## Diskografie
- Hansjörg Fink, Elmar Lehnen: Salve regina: Klangbilder marianischer Choräle (Studio Union im Lahn Verlag 2010)
- Hansjörg Fink, Elmar Lehnen: Requiem (Audite 2014)
- Hansjörg Fink, Gero Körner: Duo (Huth Records 2017)
- Hansjörg Fink, Elmar Lehnen: Seven (Audite 2018)
- Hansjörg Fink, Gero Körner: It’s Beginning to Look Like Christmas (Huth Records 2022)